# Zespół LAMB
Zespół LAMB (łac. syndroma LAMB, ang. LAMB syndrome) – prawdopodobnie genetycznie uwarunkowany zespół wad wrodzonych, jeden z wariantów rozrostu mikroguzkowego nadnerczy, w którym śluzak przedsionka serca współwystępuje ze zmianami skórnymi pod postacią piegów i znamion błękitnych.
Zespół został opisany w 1984 roku przez zespół pod kierownictwem amerykańskiego lekarza Arthura Rhodesa. Termin LAMB jest skrótowcem w którym poszczególne litery oznaczają: Lentigines – piegi, Atrial myxoma – śluzak przedsionka serca, Blue naevi – znamię błękitne. Obecnie zespół ten jest uważany za postać rozrostu mikroguzkowego nadnerczy (zespołu Carneya).